# آسمان

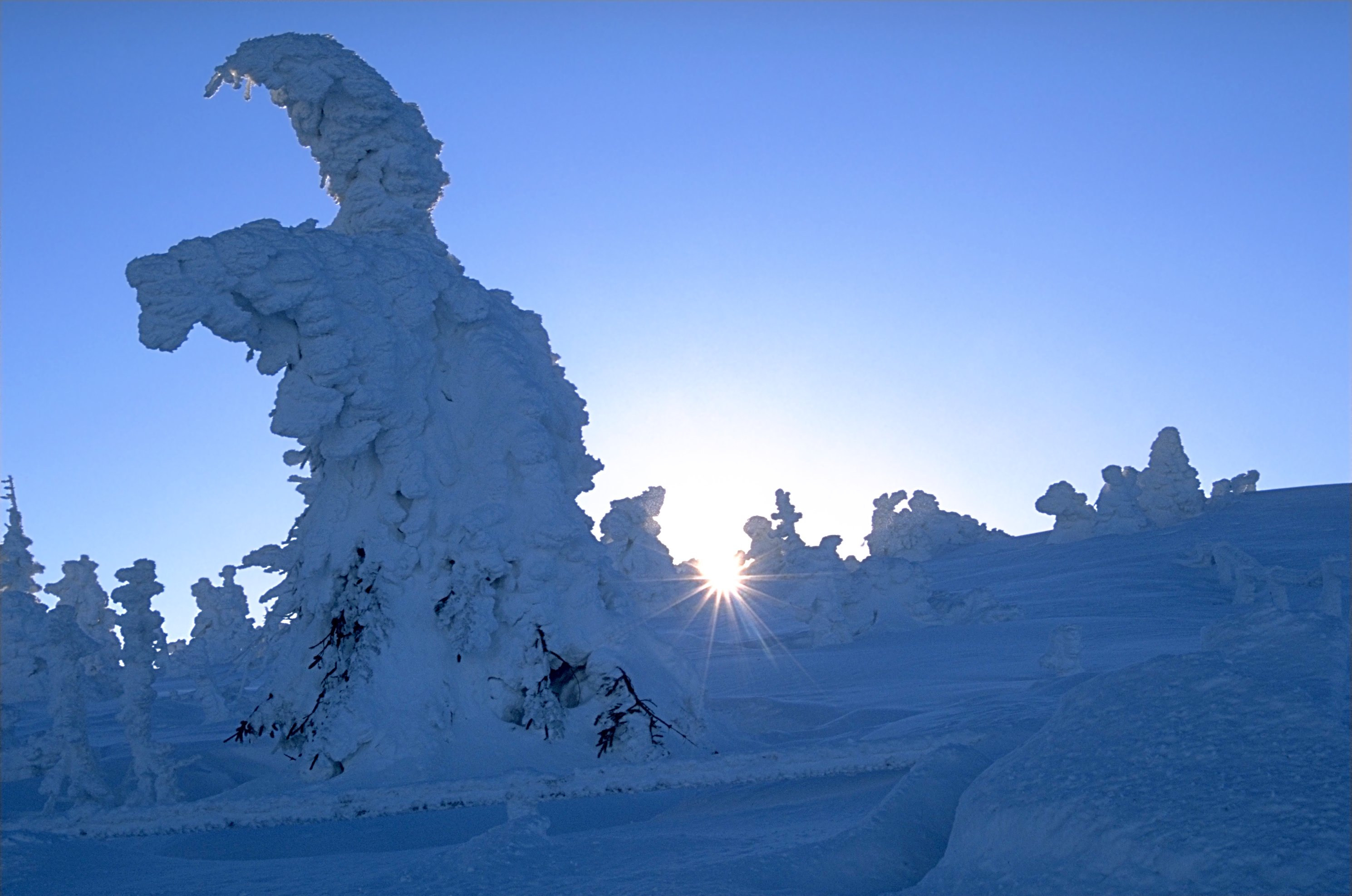
آسمان در روز

آسمان یا سپهر، بخشی از جو یا فضای بالای خارج از زمین است که از سطح زمین دیده می‌شود. به دلایل گوناگون، امکان تعریف دقیق آن وجود ندارد. رنگ اصلی آسمان سیاه است ولی در طول روز، آسمان آبی دیده می‌شود که دلیل آن پراکندگی نور خورشید با طول موج‌های متفاوت است. نور خورشید اگرچه سفید به نظر می‌رسد اما در حقیقت مانند رنگین کمان از هفت رنگ یعنی قرمز، نارنجی، زرد، سبز، آبی، نیلی و بنفش تشکیل شده است که وقتی با هم ترکیب می‌شوند به رنگ سفید دیده می‌شوند. نور سفید زمانی که به یک جسم شفاف مانند منشور برخورد کند به هفت رنگ تشکیل دهنده‌اش تجزیه می‌شود.
بعضی از این نورها طول موج کوتاهی دارند و سرعت انتشارشان بیشتر است و بعضی طول موج بلندتری دارند و سرعت انتشار کمتری دارند.
در بین رنگ‌های مختلف نور سفید، رنگ آبی دارای کوتاه‌ترین طول موج‌ها و بیشترین سرعت انتشار است و رنگ قرمز دارای بلندترین طول موج و کمترین سرعت انتشار را دارد.
اتمسفر یا جو زمین دارای گازها و ذرات مختلف است. وقتی نور خورشید به سمت زمین می‌آید و به اتمسفر زمین می‌رسد با برخورد کردن به این مولکول‌های گاز پراکنده می‌شود. اما پراکندگی این رنگ‌ها به دلیل طول موج‌های گوناگون آن‌ها متفاوت است. چون رنگ آبی در بین رنگ‌ها دارای کوتاه‌ترین طول موج و بیشترین سرعت پراکندگی است بیشتر از بقیه رنگ‌ها پخش می‌شود.
پس وقتی در روز به آسمان بالای سر خودمان نگاه می‌کنیم بیشتر این نورهای آبی که پراکنده شده‌اند به چشم ما می‌رسد و ما آسمان را آبی می‌بینیم. رنگ آسمان با توجه به شرایط جو سیارات تغییر می‌کند.

## معانی آسمان
1. سپهر، فلک.
2. هر یک از طبقات هفتگانه یا نه‌گانه افلاک در نظر قدما، فلک.
3. یکی از ایزدان.
4. روز بیست و هفتم از هر ماه خورشیدی.[۲]

## آسمان در اشعار فارسی
| آسمان مرد و زمین، زن در خرد |  | هرچه آن انداخت این می‌پرورد |

مولانا
| پدر آسمان باد و مادر زمین |  | نخوانم برین روزگار آفرین |

فردوسی
| گفته‌ای: بی‌پدر چه کس باشد؟ |  | پدر آسمان نه بس باشد؟ |

اوحدی
| مادر تو خاک و آسمان پدر توست |  | در تن خاکی نهفته جان سمائی |

ناصرخسرو
با توجه ابیات فوق جنسیت آسمان مذکر (مرد) و زمین مؤنث (زن) می‌باشد.

## نرینگی آسمان در اساطیر جهان
بررسی اسطوره‌های اقوام و ملل مختلف حاکی از آن است که آسمان پیوسته نماد برتری و قدرت بوده است.
در دوران اساطیری آسمان جایگاه خدایان بوده و به علت دست نیافتنی بودن و بی کرانگی و نیروی آفرینندگیِ (باران) آن نماد برتری خداوند تلقی شده است.
یکی از ارزش‌های آسمان نرینگی و قدرت بارورکنندگی آن و ازدواج با مام زمین است.
بنا به روایات چینی آسمان (یانگ) پدر (مذکر) است و وصلت آن با زمین (یین) موجب پیدایش انسان شده است.
در ریگ‌ودا آسمان، پدر و به‌وجود آورنده انسان تلقی شده است.
نرینگی آسمان در اساطیر یونانی نیز دیده می‌شود به طوریکه آسمان (اورانوس) شوهر زمین (گایا) است.
در منابع مربوط به اساطیر ایران از جمله بندهشن به نرینگی آسمان اشاره شده و در ادبیات زرتشت آسمان همچون مردی نیرومند است که کُستی (کمربند زرتشتیان)
بر میان دارد.

## نگارخانه

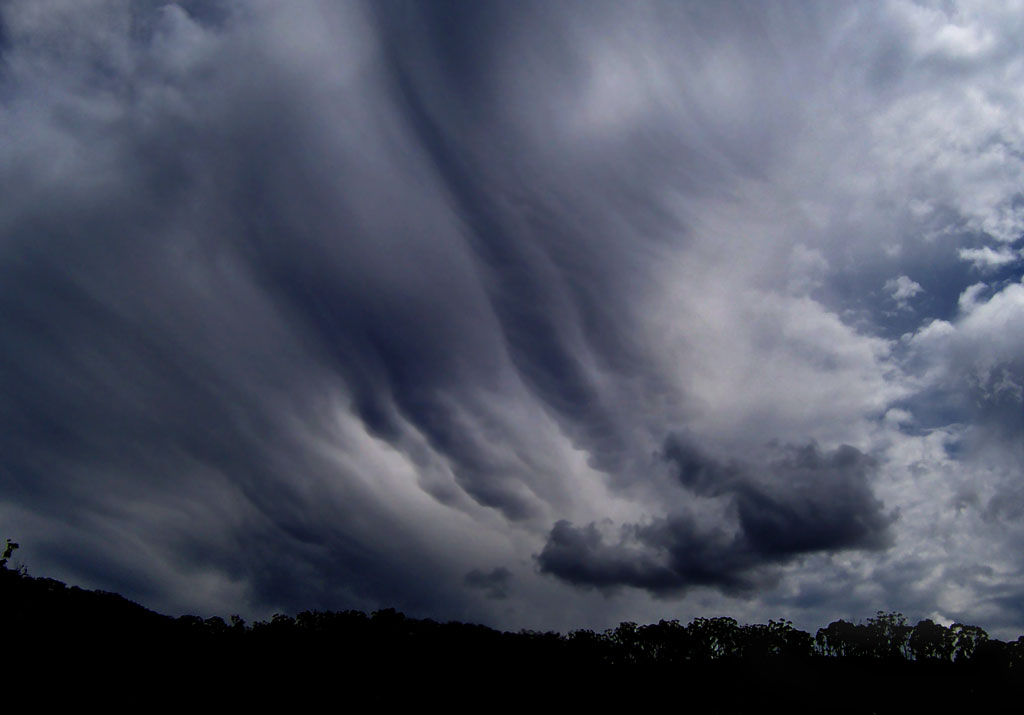
آسمان متلاطم
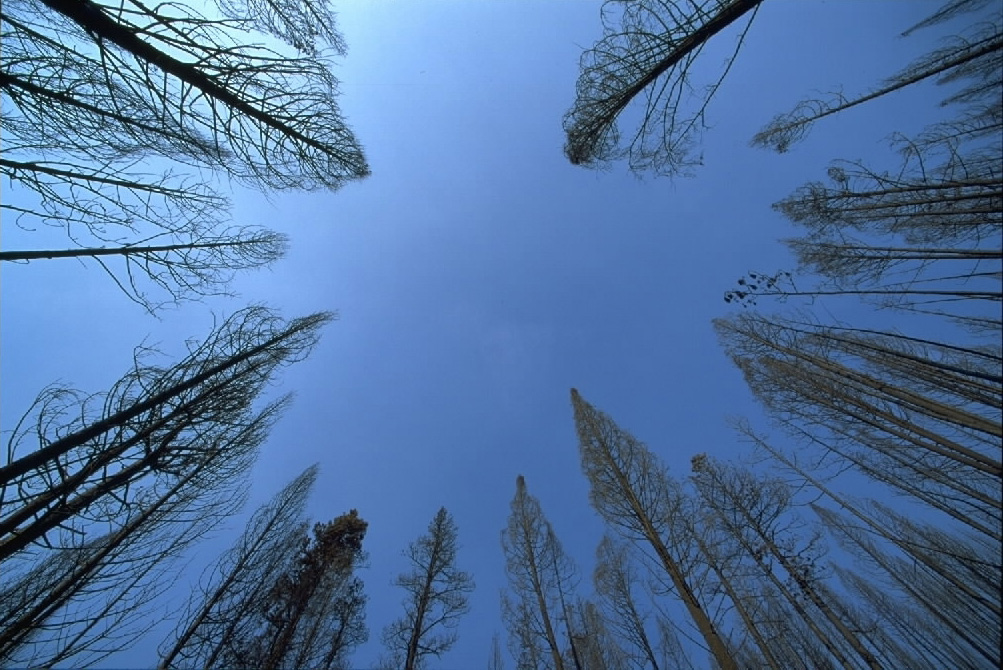
سرسو
ابر در آسمان
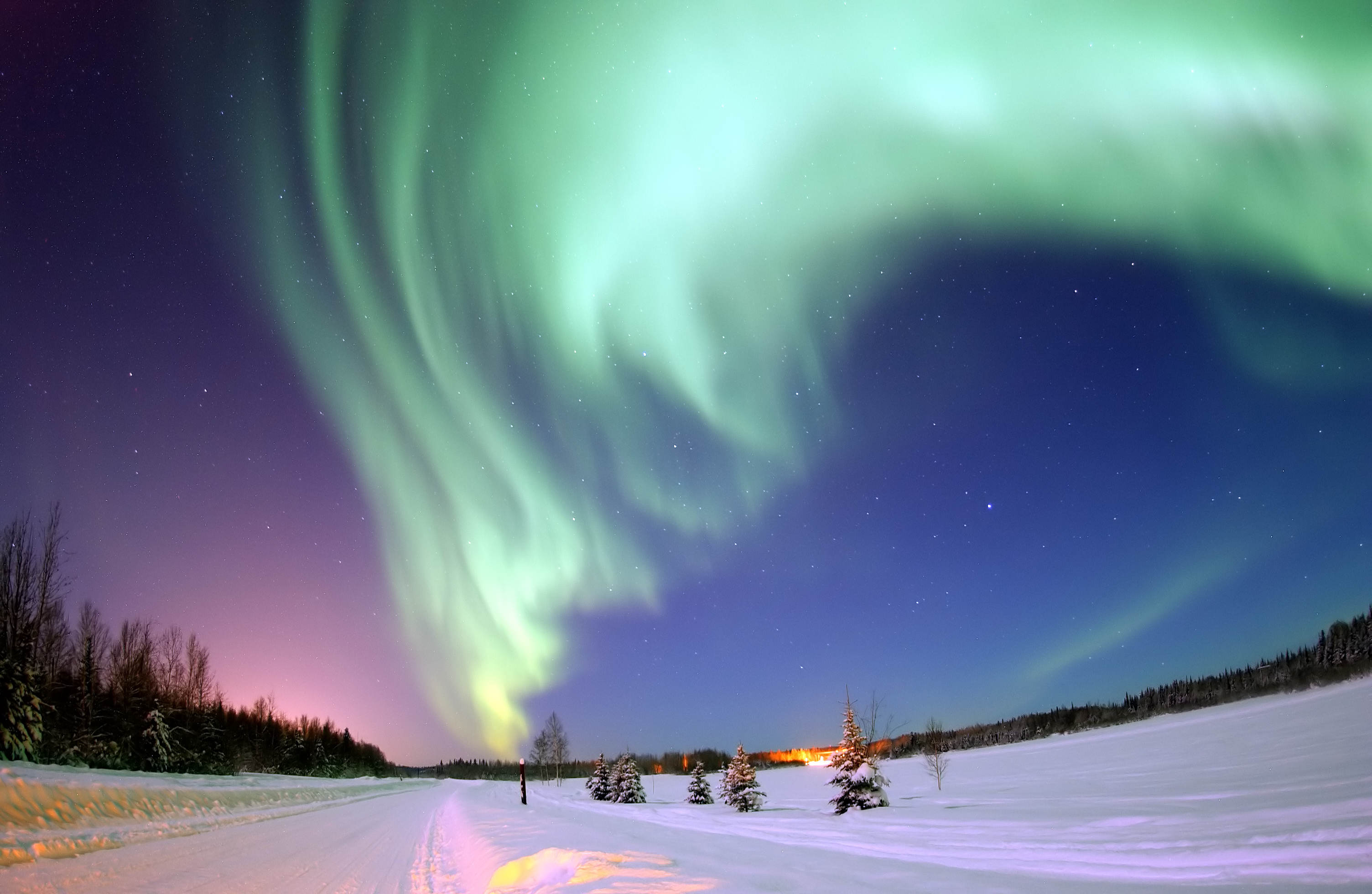
آسمان آلاسکا